# Таня (фільм, 1974)
«Таня» (рос. «Таня») — російський радянський художній телефільм 1974 року режисера Анатолія Ефроса за однойменною п'єсою Олексія Арбузова.

## Сюжет
Таня — дружина талановитого інженера Германа Балашова. Заради нього, — заради допомоги йому, — кидає навчання у медичному інституті. Випадково вона дізнається, що у нього є інша жінка...

## У ролях
- Ольга Яковлєва -  Таня
- Валентин Гафт -  Герман
- Микола Волков -  Ігнатов
- Наталя Архангельська -  Шаманова
- Лія Ахеджакова -  Дуся
- Леонід Бронєвой -  Васін
- Юрій Богатирьов -  Андрій Тарасович Грищенко, молодий інженер
- Маргарита Ліфанова -  господиня зимарки

## Творча група
- Сценарій: Анатолій Ефрос, Олексій Арбузов
- Режисер: Анатолій Ефрос
- Оператор: Георгій Криницький
- Художник: Іван Тартинський
- Композитор: Золтан Кодай